# Refuge d'oiseaux migrateurs de Philipsburg
Le refuge d'oiseaux migrateurs de Philipsburg est une aire protégée du Canada et l'un des 28 refuges d'oiseaux migrateurs situés dans la province de Québec. Cette aire protégée située près du village de Philipsburg, à même la frontière canado-américaine, protège un site de nidification pour de nombreuses espèces d'oiseaux, dont certaines en péril.